# Superliga hokeja na trawie (2024/2025)
Superliga hokeja na trawie (2024/2025) – 88. edycja rozgrywek o drużynowe mistrzostwo Polski mężczyzn, a szósta pod nadzorem spółki „Hokej Superliga”.

## System rozgrywek
Źródło
Rozgrywki były prowadzone z udziałem 8 drużyn i były podzielone na dwie fazy: zasadniczą i finałową.
W fazie zasadniczej każda z drużyn rozegrała po 14 meczów systemem ligowym („każdy z każdym”). Cztery czołowe zespoły po fazie zasadniczej rozegrały fazę finałową o medale mistrzostw Polski. Ostatnia drużyna została zdegradowana do I ligi, a zespół z 7. miejsca zmierzył się w dwumeczu barażowym z wicemistrzem I ligi o utrzymanie.
Mistrzem Polski po raz 28. został WKS Grunwald Poznań, a zdegradowany został LKS Gąsawa. Najlepszym strzelcem został Robert Pawlak z AZS Politechniki Poznańskiej, który zdobył 24 gole. Do Superligi awansował HKS Siemianowiczanka.

## Faza zasadnicza
Źródło
| Lok. | Drużyna                    | Mecze | Punkty | Bramki |
| ---- | -------------------------- | ----- | ------ | ------ |
| 1.   | WKS Grunwald Poznań        | 14    | 33     | 41-16  |
| 2.   | KS Warta Poznań            | 14    | 32     | 42-20  |
| 3.   | HK Pomorzanin Toruń        | 14    | 28     | 43-31  |
| 4.   | AZS Politechnika Poznańska | 14    | 27     | 40-29  |
| 5.   | KS AZS AWF Poznań          | 14    | 19     | 29-26  |
| 6.   | KS Stella Gniezno          | 14    | 12     | 26-55  |
| 7.   | LKS Rogowo                 | 14    | 10     | 32-47  |
| 8.   | LKS Gąsawa                 | 14    | 7      | 23-52  |

     Faza finałowa o mistrzostwo Polski
     Baraż o utrzymanie
     Spadek do I ligi

## Faza finałowa

### Półfinały Mistrzostw Polski
| Drużyna                    | Wynik       | Drużyna                    |
| 1. półfinał                | 1. półfinał | 1. półfinał                |
| -------------------------- | ----------- | -------------------------- |
| AZS Politechnika Poznańska | 3:3         | WKS Grunwald Poznań        |
| WKS Grunwald Poznań        | 4:2         | AZS Politechnika Poznańska |
| 2. półfinał                |             |                            |
| KS Pomorzanin Toruń        | 2:1         | KS Warta Poznań            |
| KS Warta Poznań            | 1:2         | KS Pomorzanin Toruń        |

### Dwumecz o III miejsce Mistrzostw Polski
| Drużyna                    | Wynik | Drużyna                    |
| -------------------------- | ----- | -------------------------- |
| AZS Politechnika Poznańska | 2:3   | KS Warta Poznań            |
| KS Warta Poznań            | 2:2   | AZS Politechnika Poznańska |

### Dwumecz o Mistrzostwo Polski
| Drużyna             | Wynik      | Drużyna             |
| ------------------- | ---------- | ------------------- |
| KS Pomorzanin Toruń | 2:3        | WKS Grunwald Poznań |
| WKS Grunwald Poznań | 0:1 k. 3-1 | KS Pomorzanin Toruń |

## Baraż o utrzymanie
| Drużyna                | Wynik | Drużyna                |
| ---------------------- | ----- | ---------------------- |
| UKH Start 1954 Gniezno | 2:6   | LKS Rogowo             |
| LKS Rogowo             | 4:1   | UKH Start 1954 Gniezno |

## Medaliści
| Lp. | Drużyna             |
| --- | ------------------- |
| 1.  | WKS Grunwald Poznań |
| 2.  | HK Pomorzanin Toruń |
| 3.  | KS Warta Poznań     |